# Juegos Parapanamericanos de 1999
Los Juegos Parapanamericanos de 1999 oficialmente conocidos como los I Juegos Parapanamericanos, fueron un evento multideportivo internacional para atletas con discapacidad, celebrado en la tradición de los Juegos Parapanamericanos gobernados por el Comité Paralímpico Internacional en Ciudad de México, México. Participaron más de 1.000 atletas de 18 países distintos.
Los juegos sirvieron como clasificatorios para los Juegos Paralímpicos de Sídney 2000, asegurándole la presencia en estos juegos a todos los medallistas de oro en los Juegos Parapanamericanos. Estos se llevaron a cabo en el mismo año, pero en un lugar distinto a los Juegos Panamericanos de 1999, que se celebraron en Winnipeg, Canadá.

## Deportes
Se disputaron 4 deportes en el evento.
- Atletismo
- Baloncesto en silla de ruedas
- Natación
- Tenis de mesa adaptado (detalle)

## Organización

### Países participantes
| - Argentina - Barbados - Brasil - Canadá - Chile - Colombia | - Costa Rica - Cuba - El Salvador - Estados Unidos - Honduras - Jamaica | - México - Panamá - Perú - Puerto Rico - Uruguay - Venezuela |

## Medallero
País organizador
| Núm.           | País                 | Oro | Plata | Bronce | Total |
| -------------- | -------------------- | --- | ----- | ------ | ----- |
| 1              | México (MEX)         | 121 | 105   | 81     | 307   |
| 2              | Brasil (BRA)         | 107 | 69    | 36     | 212   |
| 3              | Argentina (ARG)      | 62  | 48    | 47     | 157   |
| 4              | Estados Unidos (USA) | 24  | 27    | 19     | 70    |
| 5              | Cuba (CUB)           | 18  | 19    | 7      | 44    |
| 6              | Uruguay (URU)        | 11  | 10    | 8      | 29    |
| 7              | Venezuela (VEN)      | 9   | 10    | 11     | 30    |
| 8              | Puerto Rico (PUR)    | 8   | 2     | 4      | 14    |
| 9              | Canadá (CAN)         | 4   | 3     | 3      | 10    |
| 10             | Chile (CHI)          | 4   | 2     | 3      | 9     |
| 11             | Perú (PER)           | 3   | 4     | 4      | 11    |
| 12             | Jamaica (JAM)        | 3   | 2     | 1      | 6     |
| 13             | Colombia (COL)       | 2   | 6     | 4      | 12    |
| 14             | Costa Rica (CRC)     | 1   | 1     | 1      | 3     |
| 15             | El Salvador (ESA)    | 1   | 1     | 0      | 2     |
| Total absoluto | Total absoluto       | 378 | 309   | 229    | 916   |